# Handball-Militärweltmeisterschaft
Die Handball-Militärweltmeisterschaft wurde seit 1982 in unregelmäßigen Abständen (durchschnittlich alle zwei Jahre) veranstaltet. Die 16. fand 2007 statt. Ausrichter ist die Internationale Militärsport-Organisation Conseil International du Sport Militaire (CISM). 2009 fiel die Weltmeisterschaft aus und wird seitdem nicht mehr als eigenständiger Wettbewerb ausgetragen. 1999 fand das Handballturnier erstmals innerhalb der alle vier Jahre ausgetragenen Militärweltspiele statt.
Bisher gibt es den Wettbewerb ausschließlich für Männer. Lediglich für 1990 in Nigeria ist auch ein Frauenturnier nachgewiesen, an dem vier afrikanische Länder teilnahmen. Die Platzierung war: 1. Kamerun, 2. Tansania, 3. Guinea, 4. Nigeria.
1997, als Deutschland Gastgeber war, fand die WM in der Sportschule der Bundeswehr in Warendorf statt.

## Sieger der Handball-Militärweltmeisterschaft
| Jahr  | Gastgeber     | Weltmeister                                            | Vize-Weltmeister                                       | Dritter                                                | Teams                                                  |
| ----- | ------------- | ------------------------------------------------------ | ------------------------------------------------------ | ------------------------------------------------------ | ------------------------------------------------------ |
| 1982  | Frankreich    | BR Deutschland                                         | Volksrepublik China                                    | Frankreich                                             | 12                                                     |
| 1984  | Italien       | BR Deutschland                                         | Frankreich                                             | Italien                                                | 07                                                     |
| 1986  | Algerien      | BR Deutschland                                         | Algerien                                               | Frankreich                                             | 09                                                     |
| 1987  | Saudi-Arabien | BR Deutschland                                         | Ägypten                                                | Belgien                                                | 11                                                     |
| 1990  | Nigeria       | Deutschland                                            | Belgien                                                | Kamerun                                                | 13                                                     |
| 1992  | Polen         | Südkorea                                               | Russland                                               | Tschechoslowakei                                       |                                                        |
| 1993  | Ägypten       | Ägypten                                                | Frankreich                                             | Russland                                               |                                                        |
| 1994  | Frankreich    | Frankreich                                             | Rumänien                                               | Ägypten                                                | 14                                                     |
| 1996  | Südkorea      | Südkorea                                               | Volksrepublik China                                    | Lettland                                               |                                                        |
| 1997  | Deutschland   | Russland                                               | Südkorea                                               | Ägypten                                                | 16                                                     |
| 1998  | Rumänien      | Ägypten                                                | Belarus                                                | Rumänien                                               | 13                                                     |
| 1999* | Kroatien      | Belarus                                                | Kroatien                                               | Ägypten                                                |                                                        |
| 2001  | Syrien        | Syrien                                                 | Südkorea                                               | Deutschland                                            | 10                                                     |
| 2002  | Litauen       | Belarus                                                | Litauen                                                | Lettland                                               | 11                                                     |
| 2004  | Lettland      | Lettland                                               | Litauen                                                | Südkorea                                               | 11                                                     |
| 2007* | Indien        | Belarus                                                | Lettland                                               | Litauen                                                | 09                                                     |
| 2009  | Lettland      | abgesagt                                               | abgesagt                                               | abgesagt                                               | abgesagt                                               |
| 2015* | Südkorea      | Ägypten                                                | Katar                                                  | Südkorea                                               | 07                                                     |
| 2019* | VR China      | nicht im Programm der Militärweltspiele                | nicht im Programm der Militärweltspiele                | nicht im Programm der Militärweltspiele                | nicht im Programm der Militärweltspiele                |
| 2023* | Kolumbien     | Militärweltspiele wegen COVID-19-Bestimmungen abgesagt | Militärweltspiele wegen COVID-19-Bestimmungen abgesagt | Militärweltspiele wegen COVID-19-Bestimmungen abgesagt | Militärweltspiele wegen COVID-19-Bestimmungen abgesagt |

(* Handballturnier innerhalb der Militärweltspiele)

## Medaillenspiegel
| Rang | Land                | Gold | Silber | Bronze |
| ---- | ------------------- | ---- | ------ | ------ |
| 1    | BR Deutschland      | 4    | 0      | 0      |
| 2    | Ägypten             | 3    | 1      | 3      |
| 3    | Belarus             | 3    | 1      | 0      |
| 4    | Südkorea            | 2    | 2      | 2      |
| 5    | Frankreich          | 1    | 2      | 2      |
| 6    | Lettland            | 1    | 1      | 2      |
| 7    | Russland            | 1    | 1      | 1      |
| 8    | Deutschland         | 1    | 0      | 1      |
| 9    | Syrien              | 1    | 0      | 0      |
| 10   | Litauen             | 0    | 2      | 1      |
| 11   | Volksrepublik China | 0    | 2      | 0      |
| 12   | Belgien             | 0    | 1      | 1      |
| 12   | Rumänien            | 0    | 1      | 1      |
| 14   | Algerien            | 0    | 1      | 0      |
| 14   | Katar               | 0    | 1      | 0      |
| 14   | Kroatien            | 0    | 1      | 0      |
| 17   | Italien             | 0    | 0      | 1      |
| 17   | Kamerun             | 0    | 0      | 1      |
| 17   | Tschechien          | 0    | 0      | 1      |